# Bokdae-dong
Bokdae-dong (koreanska: 복대동) är en stadsdel i stadsdistriktet Heungdeok-gu i staden Cheongju i Sydkorea. Den ligger i provinsen Norra Chungcheong, i den centrala delen av landet, 110 km söder om huvudstaden Seoul.

## Indelning
Administrativt är Bokdae-dong indelat i:
| Namn    | Namn              | Yta km² | Invånare 31 dec 2019 |
| ------- | ----------------- | ------- | -------------------- |
| 복대1동 | Bokdae 1(il)-dong | 2,74    | 52 383               |
| 복대2동 | Bokdae 2(i)-dong  | 1,1     | 17 835               |